# Caravana cinematografică (film)
Caravana cinematografică (în germană Kino Caravan) este un film româno-german din 2009, regizat de Titus Muntean după un scenariu inspirat din nuvela omonimă din 1985 a lui Ioan Groșan. Rolurile principale au fost interpretate de actorii Mircea Diaconu, Dorian Boguță, Iulia Lumânare și Alexandru Georgescu.

## Rezumat
Mogoș, un sat izolat din Transilvania, în anul 1959. Sătenii duc vieți liniștite sub îndrumarea lui Tanasie, președintele Sfatului Popular. O caravană cinematografică, de care este răspunzător tânărul și ambițiosul activist de partid Tavi, ajunge în sat având misiunea să proiecteze filme de propagandă. E prima sarcină importantă a lui Tavi și tânărul vrea să obțină rezultate cât mai bune, doar că ploaia cade fără oprire, iar inerția sătenilor îi sabotează încontinuu planurile…

## Distribuție
Distribuția filmului este alcătuită din:
- Mircea Diaconu — Ion M. Tanasie, președintele Sfatului Popular al comunei Mogoș, fiu de țărani chiaburi
- Dorian Boguță — Tavi, activistul cultural de partid trimis cu caravana cinematografică, tânăr orfan îmbâcsit cu ideologie leninist-stalinistă
- Iulia Lumânare — Corina, tânăra bibliotecară a satului, absolventă a Institutului Pedagogic de la Blaj
- Alexandru Georgescu — Anton, șoferul camionului caravanei cinematografice, care s-a iubit mai demult cu fiica grofului Teleki
- Niculae Urs — dl Benea, învățător, directorul școlii (menționat Nicolae Urs)
- Melania Ursu — Veturia Benea, învățătoare, soția directorului școlii
- Maria Seleș — Ilca, soția președintelui Tanasie
- Cristian Szekeres — plutonierul Gică Atanasiu, șeful postului comunal de miliție
- Mihai Motoiu — Darcleu, hoț de găini, țigan alcoolist care are un frate emigrat în America
- Ovidiu Ghiniță — Plopu, podarul satului
- Eduard Cîrlan — Pișta, văcarul satului, tânăr orfan epileptic și cam nătâng

## Primire
Filmul a fost vizionat de 3.942 de spectatori în cinematografele din România, după cum atestă o situație a numărului de spectatori înregistrat de filmele românești de la data premierei și până la data de 31 decembrie 2014 alcătuită de Centrul Național al Cinematografiei.